# Echipa națională de fotbal a Tibetului
Selecționata de fotbal a Tibetului este echipa de fotbal a Tibetului și este controlată de Asociția Națională Tibetană de Fotbal.